# Laskerjeva nagrada
Laskerjeve nagrade (angleško Lasker Awards) so ameriška priznanja, ki jih od leta 1946 podeljuje Laskerjev sklad za dosežke na področju medicinskih znanosti ali javna medicinska dela. Sklad sta ustanovila pionir oglaševanja Albert Lasker in njegova žena, aktivistka Mary Lasker. Priznanje spremlja denarna nagrada v višini 250.000 USD.
Štiri glavne nagrade so:
- Nagrada Alberta Laskerja za temeljne medicinske raziskave (Albert Lasker Basic Medical Research Award)
- Lasker-DeBakeyjeva nagrada za klinične medicinske raziskave (Lasker-DeBakey Clinical Medical Research Award)
- Nagrada Mary Woodard Lasker za javna dela (Mary Woodard Lasker Public Service Award; leta 2000 preimenovana iz Albert Lasker Public Service Award)
- Lasker-Koshlandova nagrada za posebne dosežke v medicinski znanosti (Lasker-Koshland Special Achievement Award in Medical Science); od leta 1994 dalje.

Nagrade, predvsem nagrada Alberta Laskerja za temeljne medicinske raziskave, so v ZDA zelo prestižne in jih mnogi označujejo za »ameriške Nobelove nagrade«. 80 Laskerjevih nagrajencev je hkrati tudi prejemnikov Nobelove nagrade za fiziologijo ali medicino.